# Kościół Najświętszego Serca Pana Jezusa w Iłowej
Kościół pw. Najświętszego Serca Pana Jezusa w Iłowej – rzymskokatolicki kościół parafialny w Iłowej, w powiecie żagańskim, w województwie lubuskim. Należy do dekanatu Żagań, diecezji zielonogórsko-gorzowskiej. Mieści się przy ulicy Żagańskiej.

## Architektura i wyposażenie
Świątynia konsekrowana w dniu 17 października 1937 roku przez arcybiskupa wrocławskiego Adolfa Bertrama. Budowla została zaprojektowana przez architekta Mertena. Na wieży usytuowanej obok zachodniego wejścia mieściły się trzy dzwony.
We wnętrzu świątyni znajduje się:
- sufit wykonany z kasetonów,
- posadzka wykonana z czerwonych i brązowych cegieł,
- mozaika przedstawiająca Chrystusa, znajdująca się w ołtarzu głównym, wykonana przez artystę Süssmutha z Pieńska,
- rzeźba Madonny w stylu barokowym – dar parafii rzymskokatolickiej w Otmuchowie

Na dolnym piętrze wieży mieści się kaplica chrzcielna.